# Corps et Biens (film, 1986)
Pour les articles homonymes, voir Corps et Biens.
Cet article concerne le film de Benoît Jacquot. Pour le recueil de poèmes de Robert Desnos, voir Corps et Biens (Robert Desnos).
Pour plus de détails, voir Fiche technique et Distribution.
Corps et Biens est un film français de Benoît Jacquot, sorti en 1986.

## Fiche technique
- Titre : Corps et Biens
- Réalisation : Benoît Jacquot
- Scénario : Benoît Jacquot d'après le roman de James Gunn Deadlier Than the Male
- Production : Lyric International / France 3 Cinéma
- Musique : Éric Le Lann
- Directeur de la photographie : Renato Berta
- Décors : Raûl Gimenez
- Costumier : Christian Gasc
- Son : Michel Vionnet
- Montage : Dominique Auvray
- Pays :  France
- Langue : français
- Format : couleur - 35 mm - Son : Mono
- Genre : drame
- Durée : 100 minutes
- Date de sortie : France : 27 août 1986

## Distribution
- Dominique Sanda : Hélène
- Lambert Wilson : Michel Sauvage
- Danielle Darrieux : Madame Krantz
- Jean-Pierre Léaud : Marcel
- Ingrid Held : Ariane
- Sabine Haudepin : Paule Krantz
- François Siener : François
- Roland Bertin : Docteur Loscure
- Laura Betti : Laurie
- Marie Wiart : Simone
- Jérôme Zucca : Filasse
- Gérard Boucaron
- Violetta Sanchez
- Benoît Gourley
- Valérie Jeannet
- Igor Eisner
- François Soule
- Maurice Travail
- Serge Barbuscia